# Loral Corporation
Pour les articles homonymes, voir Loral.
Loral Corporation était une entreprise du secteur de la défense fondée en 1948 à New York par William Lorenz et Leon Alpert sous le nom de Loral Electronics Corporation.

## Historique
La société Loral Electronics Corporation est créée à New York en 1948 par Leon Alpert et William Lorenz. À l’origine, elle développe des systèmes de radar et de sonar pour l’United States Navy. En 1959, le capital est devenu public avec un premier appel public de 250 000 actions à 12 $ chacune. Une partie du produit de ce placement a été utilisée pour construire un nouveau siège social sur son site de 10 acres (40 000 m2) au 825 Bronx River Avenue, dans la section Soundview du Bronx, New York.
En 1959, Loral a commencé à se diversifier, achetant plusieurs petites entreprises, grâce auxquelles elle a remporté plus de contrats militaires. Parmi les entreprises achetées figuraient Willor Manufacturing Corp., American Beryllium Co., Inc., de Sarasota, en Floride, Arco Electronics et plusieurs sociétés de plastique. En 1961, Loral a formé une division pour le développement de systèmes de communication, de télémétrie et de navigation spatiale pour les satellites. Au fur et à mesure de son expansion, Loral a emprunté 15 millions de dollars à la Massachusetts Mutual Life Insurance Company en 1965.
À la fin des années 1960, Loral a remporté de nombreux contrats militaires, y compris un contrat de 3,9 millions de dollars de la marine américaine pour le radar de navigation Doppler en 1965, un contrat de 14 millions de dollars de General Dynamics pour l’électronique avancée pour l’avion General Dynamics F-111 Aardvark de l’United States Air Force en 1969 et un contrat de 3,9 millions de dollars pour des contre-mesures aéroportées pour l’avion de reconnaissance Phantom RF-4C. À la fin des années 1960, Loral s’est spécialisée dans les récepteurs radar, qui identifiaient les signatures des systèmes radar ennemis sur les missiles et les canons antiaériens.
À la fin des années 1960, les achats de Loral ont causé des problèmes à l’entreprise.
En 1971, la société enregistre un revenu annuel de $32,2 millions pour une perte de $2,7 millions. Loral est au bord de la faillite en 1972 avant d’être acquise par Bernard L. Schwartz. Le président-fondateur Leon Alpert prend sa retraite la même année.
Au cours des deux décennies suivantes, Bernard L. Schwartz fait de Loral un acteur majeur de l’industrie mondiale de l’aérospatiale et de la défense, acquérant 8 autres sociétés de défense et aérospatiales (dont la division Electro-Optical Systems de Xerox Corporation et Narda Microwave Corporation), et revendant toute activité non liée à l'électronique. En 1985, ses ventes atteignent $502,3 millions pour un profit de $42,1 millions. Loral Corporation rachète Goodyear Aerospace (renommée Loral Defense Systems) à Goodyear Tire & Rubber Company en 1987, la division Ford Aerospace à Ford (devenue Space Systems/Loral et Loral Western Development Labs) en 1990 pour $715 millions, la division Federal Systems Company d'IBM (développeur de solutions informatiques pour le gouvernement américain, renommée Loral Federal Systems) en 1993 pour $1,575 milliards, puis la division défense d'Unisys (fournisseur technique de la Navy et d'autres agences gouvernementales) en 1995 pour $862 millions. En 1991, Loral lance le projet Globalstar avec Qualcomm (rejoint par Alcatel, Alenia Spazio, Vodafone, Dacom, Hyundai et Pactel en 1994). En 1995, le chiffre d'affaires du groupe atteint 5,5 milliards de dollars.
En 1996, Loral vend ses activités d’électronique de défense et d’intégration de systèmes à Lockheed Martin  pour 9,1 milliards de dollars,. Ses unités restantes deviennent Loral Space and Communications. L’année suivante, plusieurs de ces anciennes unités Loral ont été scindées par Lockheed Martin pour devenir le cœur de L-3 Communications.
Le 5 octobre 2007, Loral Space & Communications Inc. et l’Office d’investissement des régimes de pensions publics du Canada ont reçu l’approbation réglementaire finale nécessaire pour conclure l’acquisition de Télésat (alors quatrième opérateur de satellites au monde) de BCE Inc. pour 3,25 milliards de dollars canadiens. L’acquisition a été conclue le 31 octobre 2007, Loral détenant 64 % de Telesat.

## Controverses
Loral a été accusé de transfert de technologie à la Chine en 1996. L’incident est survenu à la suite d’une enquête sur l’échec du lancement d’Intelsat 708, un satellite construit par Space Systems/Loral. Dans un accord conclu en 2002 avec le département d'État et le ministère de la Justice, la société a accepté de payer 20 millions de dollars d’amendes pour régler l’affaire et améliorer ses procédures de conformité. Dans l’accord, les responsables de Loral n’ont ni admis ni nié les accusations du gouvernement. Les dirigeants de Loral ont reconnu « la nature et la gravité des infractions alléguées par le ministère dans le projet de lettre d’accusation, y compris le risque de préjudice aux intérêts de sécurité et de politique étrangère des États-Unis », et ont déclaré qu’ils souhaitaient faire amende honorable par le paiement d’une restitution. Schwartz a par la suite publié une déclaration acceptant « l’entière responsabilité de l’affaire » et a décrit l’incident comme une erreur commise par un seul employé de Loral.

## Autres acquisitions
- Fairchild-Weston
- LTV Missiles
- Solartron

## Autres anciennes unités
- Loral Aeronutronic (Rancho Santa Margarita, Californie))
- Systèmes de contrôle de commandement Loral
- Loral Conic (San Diego, Californie)
- Loral Defense Systems (Akron (Ohio)
- Loral Instrumentation (San Diego)
- Loral/Liris
- Loral ROLM Mil-Spec Computer Systems (San José (Californie)
- Systèmes d’information spatiale Loral
- Loral Space & Range Systems (Sunnyvale (Californie)
- Loral Terracom (San Diego)
- Loral Vought Systems (Grand Prairie, Texas) qui fait maintenant partie de Lockheed Martin Missiles and Fire Control
- Loral Narda
- Loral Randtron
- Laboratoires de développement de l’Ouest de Loral
- Loral Infrared & Imaging Systems, LIRIS (Lexington (Massachusetts)
- Loral Electro Optical Systems, LEOS (Pasadena, Californie)